# Joost van den Vondel
Joost van den Vondel (17. listopad 1587, Kolín nad Rýnem – 5. únor 1679, Amsterdam) byl nizozemský dramatik a spisovatel narozený na území dnešního Německa.
Jeho rodiče byli mennonité, původem z Antverp, kteří odešli z Německa roku 1595 do Utrechtu (a následně Amsterdamu), aby se vyhnuli náboženskému útlaku. Roku 1641 on sám přestoupil na katolictví, čímž se stal členem výrazné menšiny, praktikování katolictví bylo v protestantské (kalvinistické) Nizozemské republice zakázáno, byť nikoli pronásledováno. Jeho přestup na katolictví je pro řadu historiků poměrně nevyjasněný, roli v tom mohla sehrát i láska k jisté katolické dívce. Přestup zhoršil jeho pozici v uměleckých kruzích a jeho satiry na kalvinisty a náboženskou netoleranci (zejména po popravě Johana van Oldenbarnevelta roku 1619) vyvolávaly nepřátelství.
Základním tématem jeho prací byla křesťanská mytologie. K jeho nejznámějším hrám patří Lucifer (1654), Adam v exilu (1664) a Noe (1667), které vytvářejí trilogii, a které prý byly významným vzorem pro Miltonův Ztracený ráj. Ceněny jsou především hry z jeho pozdního období, kdy latinský model dramatu vyměnil za klasický model řecký. Byl též významným překladatelem z latiny a řečtiny do nizozemštiny (Hugo Grotius, Sofokles).
Největší amsterdamský park, Vondelpark, dnes nese jeho jméno. V letech 1950-1990 byl zobrazen na pětiguldenové bankovce.